# Ortogonalitet
Ortogonalitet er et begreb med anvendelser indenfor matematik. At to linjer er ortogonale betyder, at de står vinkelret på hinanden. I matematikken siger man, at to vektorer er ortogonale, hvis deres indre produkt er nul. I planet R² og rummet R³ er det indre produkt typisk underforstået at være prikproduktet, så her kaldes to vektorer v og w ortogonale, hvis v • w = 0. På grund af egenskaberne ved prikproduktet svarer dette til, at vektorerne står i 90 graders vinkel med hinanden, hvilket med et dansk ord kaldes vinkelret. Derfor hører man tit ordet vinkelret brugt som et synonym for ortogonal; også mht. andre indre produkter, og også brugt om vektorer, der ikke er de traditionelle talpar.
Hvis B = {v1, v2, ..., vn} er en basis for et euklidiske vektorrum V, kaldes B en ortogonalbasis, hvis alle vektorene i B er indbyrdes ortogonale. Dvs. ⟨vi, vj⟩ = 0 for alle i ≠ j.